# Kolsås
Kolsås (pronunciación en noruego: /ˈkø̂ːʂoːs/) es una pequeña cordillera boscosa en el municipio de Bærum, Noruega. Geológicamente, Kolsås pertenece al área de Oslo Graben. Sus dos picos consisten en lava romana porfírica dura que cubre rocas más suaves, formando acantilados al este, sur y oeste.

## El nombre
Una antigua granja debajo de la montaña se llama Kolsberg. El primer elemento en este nombre es el caso genitivo del antiguo nombre masculino Kolr, y el último elemento es berg n 'mountain'. La parroquia y el municipio de Bærum (nórdico antiguo Bergheimr) probablemente lleva el nombre de esta montaña prominente. El último elemento en el nombre de la montaña se cambió más tarde a ås m 'cima de la montaña' para distinguirlo del nombre de la granja.

## Área de paisaje protegida
El área de Kolsås a Dælivannet es un área de paisaje protegida desde 1978 (cinco kilómetros cuadrados), con cuatro reservas naturales: Skotta, Dalbo, Kolsåsstupene y Kolsåstoppen.

## Alpinismo
Kolsås ha sido un área de entrenamiento para escaladores desde principios del siglo XX. Hoy es la zona de escalada más grande de la región de Oslo. El muro Øvre Sydstup en el muro sur tiene más de 200 rutas de escalada.

## Deportes de invierno
La ladera norte de Kolsås cuenta con instalaciones de esquí alpino.

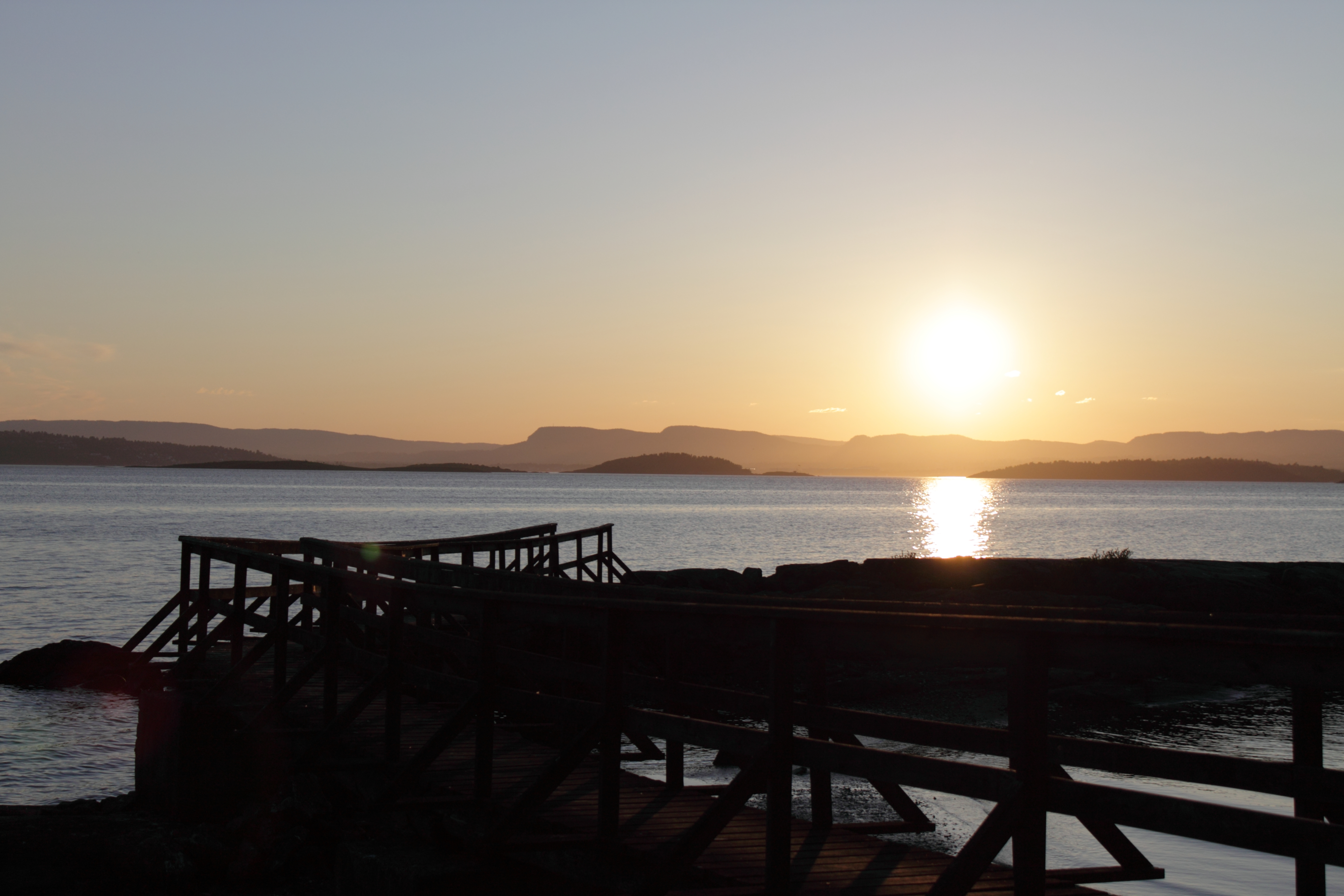
Kolsås sobresaliendo en el paisaje.

## Kolsåsbanen
Kolsåsbanen es parte del sistema ferroviario del metro de Oslo T-bane, que va desde el centro de Oslo hasta la estación de Kolsås, pasando por la estación de Gjettum y la estación de Hauger.

## Base de la OTAN
La base militar Kolsås leir, ubicada en parte dentro de la montaña, fue la sede de las Fuerzas Aliadas de la OTAN en el norte de Europa (AFNORTH) hasta 1994.

## Cultura
El área tiene presencia de antiguos petroglifos, túmulos y canteras de piedra caliza.
El pintor francés Claude Monet pintó Mont Kolsaas en 1895.